# شطرنج در هنر

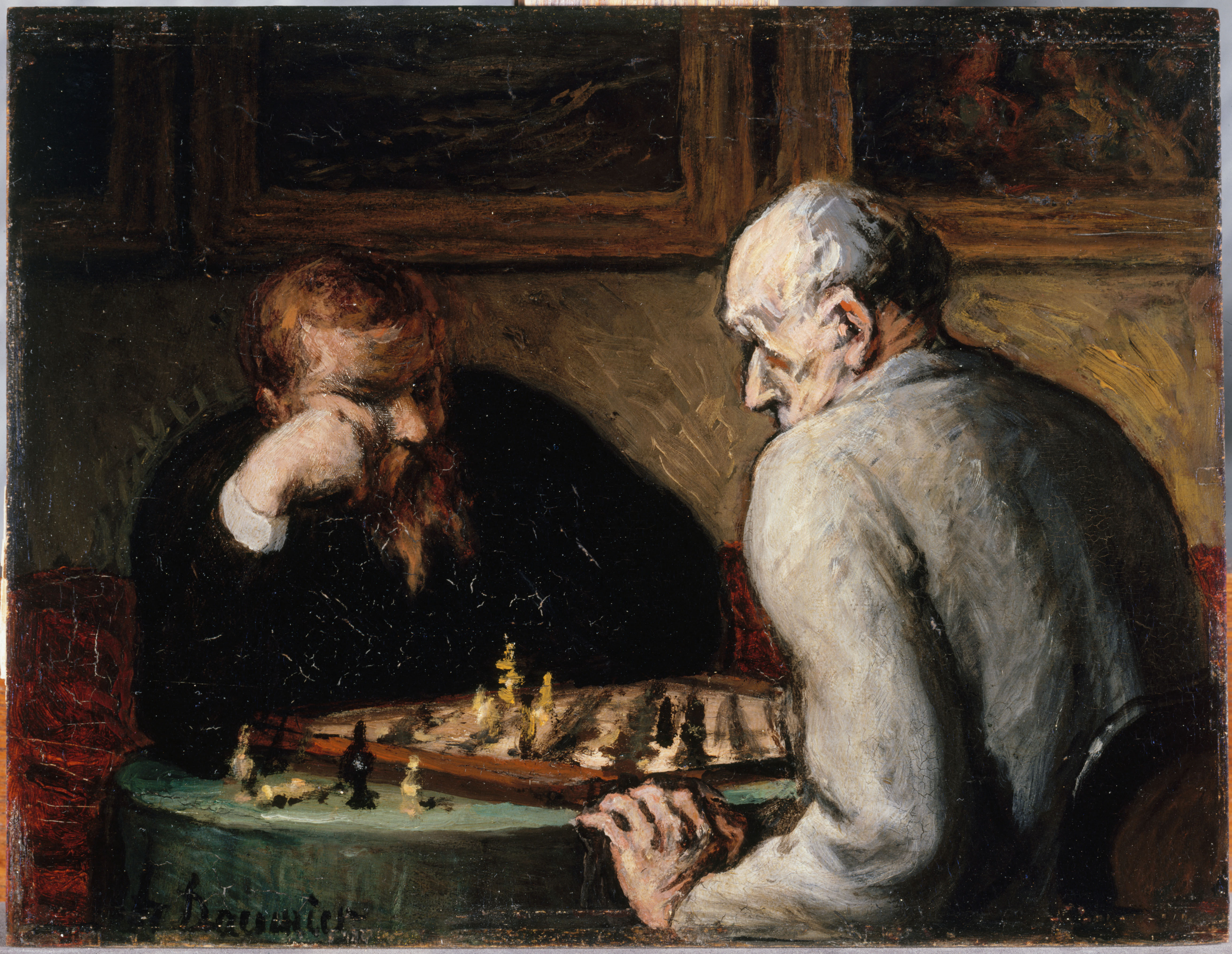
اثری از اونوره دومیه (۱۸۶۳)، به نام شطرنج بازان

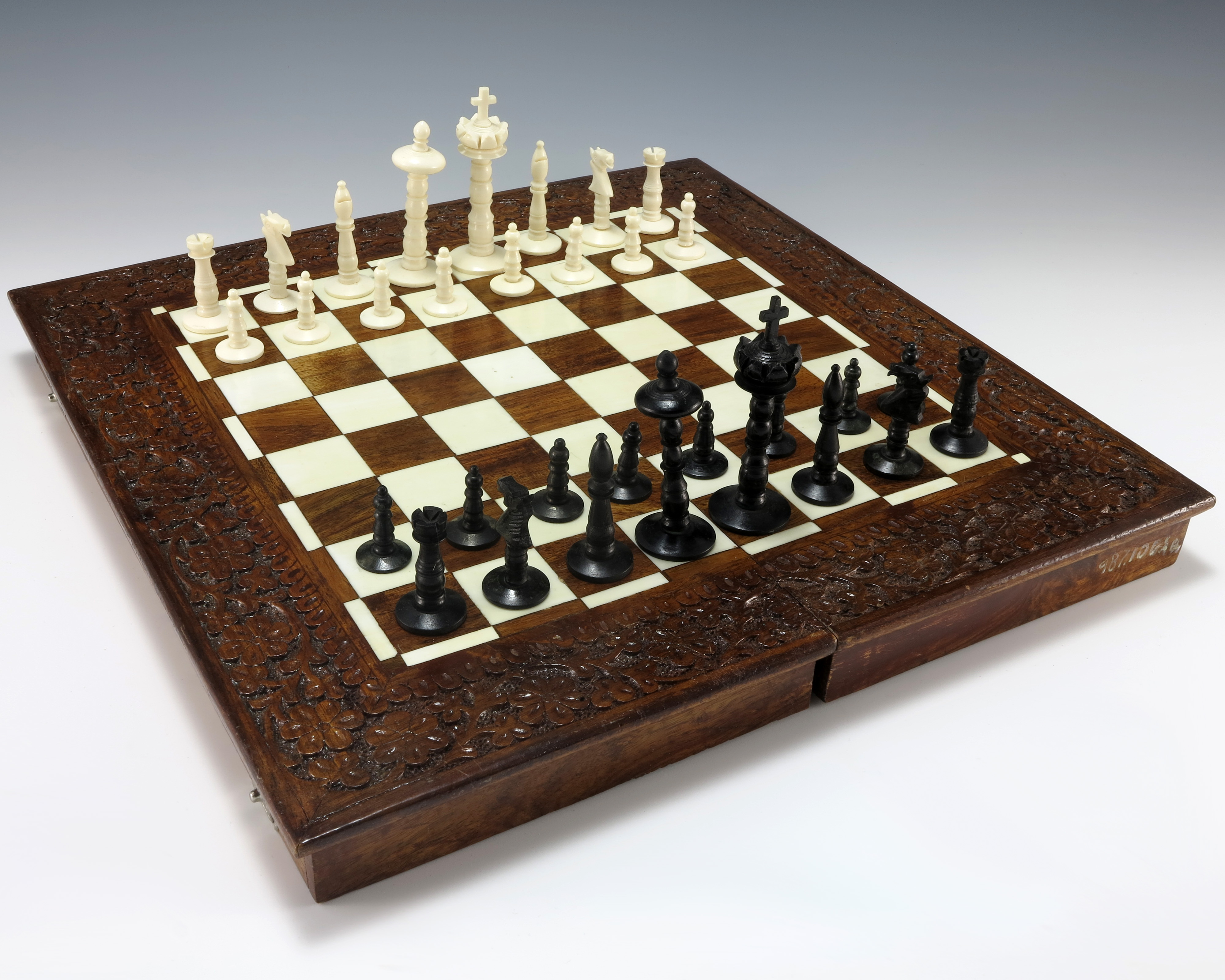
در سال ۱۹۷۵، ذوالفقار بوتو، رئیس‌جمهور سابق پاکستان، یک مجموعه شطرنج از جنس عاج فیل را به جرالد فورد رئیس‌جمهور سابق ایالات متحده هدیه داد.

شطرنج بلافاصله پس از گسترش این بازی از هندوستان و ایران، به جهان عرب و اروپا در قرون وسطی، منبع الهام هنرمندان بسیاری در هنرهای تجسمی و ادبی شد. اولین آثار هنری با محوریت این بازی، مینیاتورهایی هستند که درون دست نوشته‌های قرون وسطایی جای دارند. همچنین اشعاری از این دوره وجود دارند که اغلب با هدف توصیف قوانین شطرنج خلق شده‌اند. پس از محبوبیت شطرنج در قرن پانزده و شانزدهم میلادی، بسیاری از آثار هنری مرتبط با این بازی ایجاد شد. یکی از مشهورترین این آثار، شعر «اسکاچیا لودوس» (Scacchia ludus) اثر مارکو جیرولامو ویدا است، که در سال ۱۵۲۷ میلادی سروده شد و چنان تأثیری بر مخاطبان خود گذاشت که این شعر را به نوبهٔ خود، الهام بخش نویسندگان و شاعران دیگر شد تا آثار دیگری دربارهٔ شطرنج کنند.
در قرن بیستم میلادی، هنرمندان بسیاری آثار مرتبط با این بازی را خلق کردند که گاهی اوقات از زندگی بازیکنان مشهور الهام گرفته‌اند (مثل ولادیمیر ناباکوف در دفاع) یا از بازی‌های معروف اقتباس کرده‌اند (پول اندرسون در بازی جاودانه و جان برونر در میادین شهر). برخی از نویسندگان انواع جدیدی از شطرنج را در آثار خود ابداع کردند، مانند شطرنج مخفی در سری دیسک ورلد اثر تری پرچت یا شطرنج سه بعدی در مجموعه پیشتازان فضا.

## تاریخچه

### قرن دهم تا هجدهم

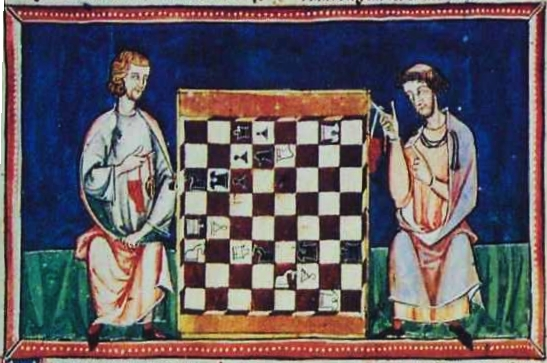
برخی از اولین نمونه‌های هنر مرتبط با شطرنج، تصاویر قرون وسطایی درون کتاب‌ها یا دست‌نوشته‌ها هستند، مانند مسئله شطرنج در کتاب بازی‌ها (Libro de los juegos) در سال ۱۲۸۳.

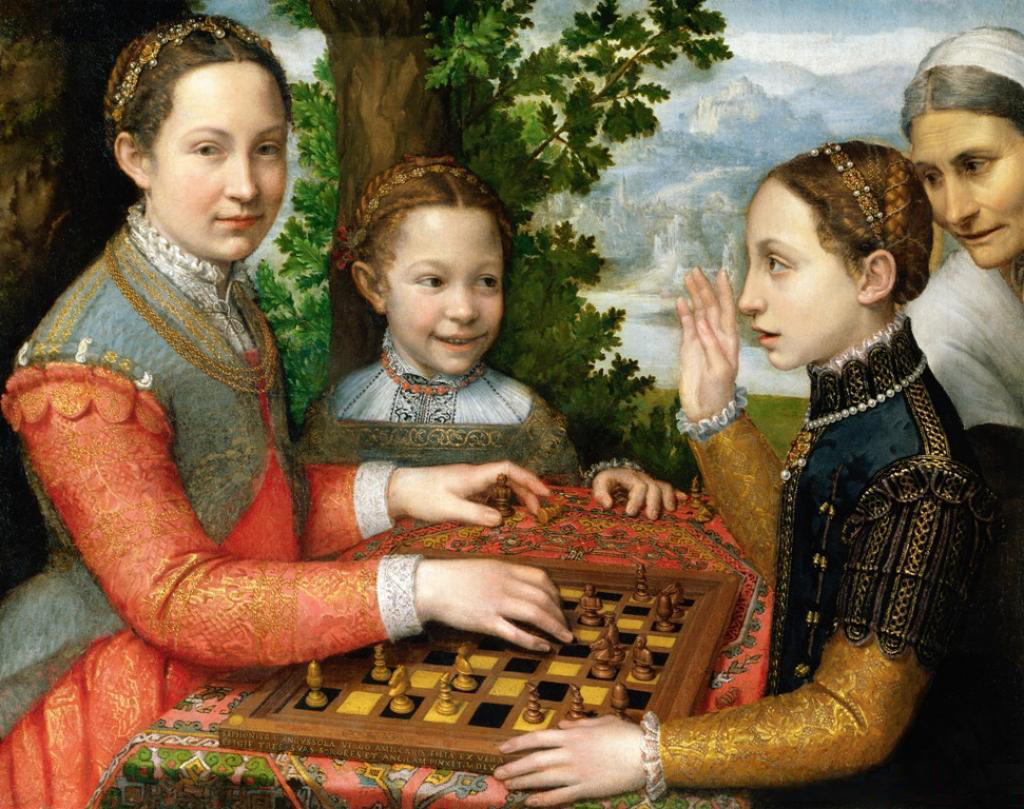
نقاشی اثر سوفونیسبا آنگیسولا به نام بازی شطرنج، ۱۵۵۵ میلادی، موزه ملی پوزنان، لهستان.

در کلیسای پالاتینه در کاخ نورمن شهر پالرمو می‌توان قدیمی‌ترین نقاشی از یک بازی شطرنج را که امروزه شناخته شده است، را مشاهده کرد. این اثر مربوط به حدود سال ۱۱۴۳ میلادی است و هنرمندان در این نقاشی تعدادی از بازیکنان مسلمان را ترسیم کرده‌اند. این نقاشی به دستور پادشاه نورمن سیسیل، راجر دوم که کلیسای بزرگ شهر را بنا کرده است، کشیده شده است.
اولین اشاره شناخته شده به شطرنج در یک متن اروپایی، شعر لاتین قرون وسطایی، ورسوس دِ اسکاچیس (Versus de scachis) است. قدیمی‌ترین نسخه خطی حاوی این منظومه به صورت تخمینی، در حدود سال ۹۹۷ میلادی، کتابت شده است. دیگر نمونه‌های اولیه شامل مینیاتورهای درون مکتوبات هستند. برخی از آنها ارزش هنری بالایی دارند. شاید بهترین نمونه شناخته شده کتاب بازی‌ها (Libro de los juegos) در قرن سیزدهم میلادی باشد. این کتاب شامل ۱۵۱ تصویر است و در حالی که بیشتر آنها بر روی صفحهٔ شطرنج متمرکز شده‌اند و مسئلهٔ شطرنج را بررسی می‌کند و آرایه‌ها و تذهیب صفحات آن گونه‌گون است.

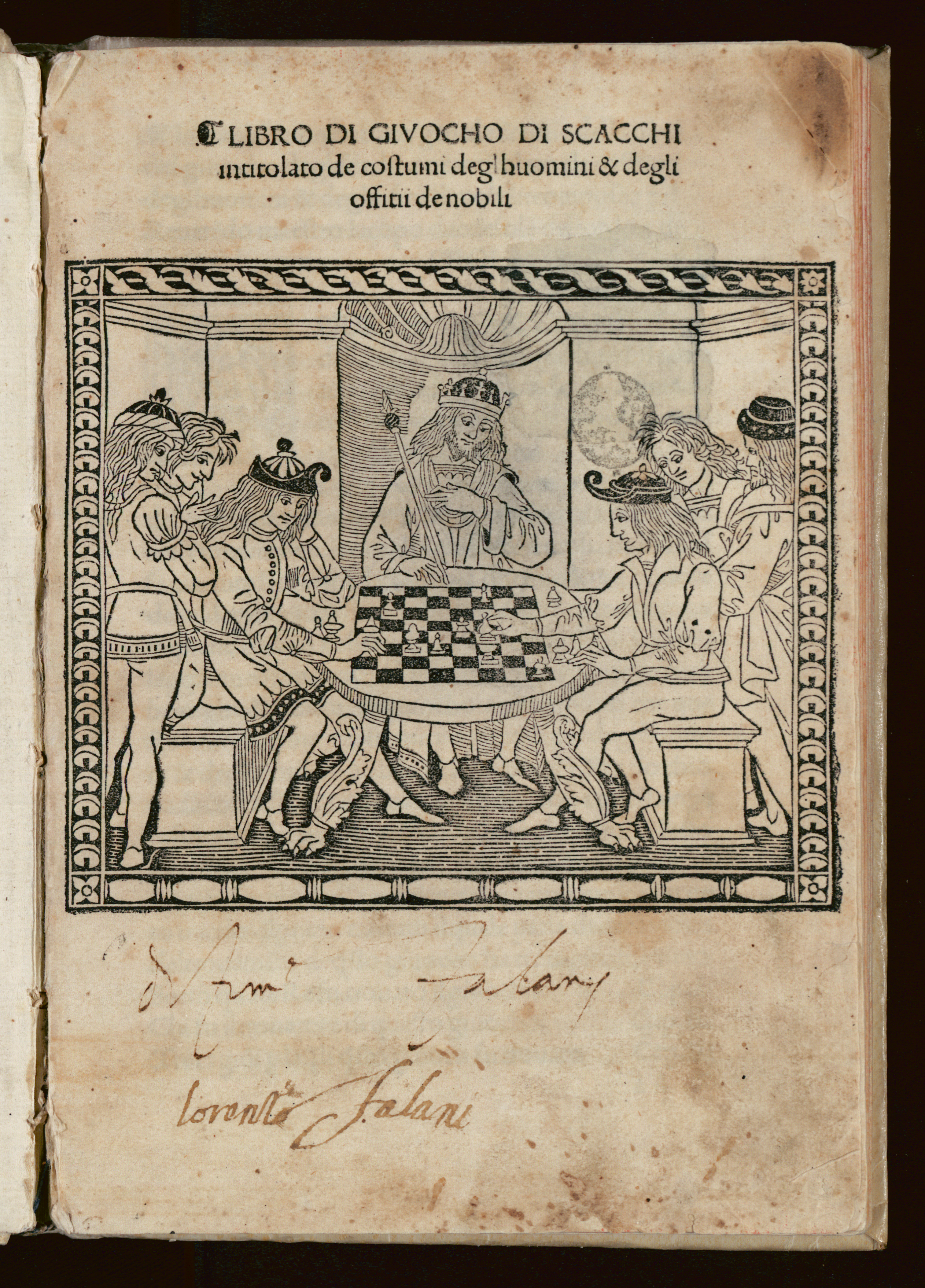
کتاب آداب و رسوم رجال و وظایف اشراف یا کتاب شطرنج (۱۴۷۳)

یکی دیگر از متن‌های مصور اولیه ، کتاب آداب و رسوم مردان و وظایف اشراف یا کتاب شطرنج (لاتین: Liber de moribus hominum et officiis nobilium super ludo scacchorum) است که بر اساس خطبه‌های جاکوپو د سسولیس است و اولین بار در سال ۱۴۷۳ منتشر شد.
قطعه‌های هنرمندانه‌ای که مسئله شطرنج را در دست نوشته لوکا پاچیولی تحت عنوان در باب بازی شطرنج (لاتین: De ludo scacchorum، ح. ۱۵۰۰) نشان می‌دهند، «حتی با استانداردهای امروزی، آینده نگر» توصیف می‌شوند و ممکن است با همکاری لئوناردو داوینچی طراحی شده باشند.
پس از محبوبیت تدریجی شطرنج در اروپا در قرن‌های ۱۵ و ۱۶، به ویژه در اسپانیا و ایتالیا، بسیاری از هنرمندان شروع به نوشتن اشعاری با موضوع شطرنج کردند. شطرنج عشق (کاتالونیایی: Scachs d'amor) که توسط یک هنرمند ناشناس در پایان قرن پانزدهم نوشته شده است، بازی بین مارس و ونوس را توصیف می‌کند که از شطرنج به عنوان تمثیلی از عشق میان این دو، استفاده می‌کند. داستان همچنین به عنوان وانمودی برای توصیف قوانین بازی عمل می‌کند. بازی شطرنج (De ludo scacchorum) اثر دیگری از فرانسسکو برناردینو کالدونیو است که مجموعه ای از توصیه‌های دربارهٔ شیوه بازی است که به صورت و شیوه ای شاعرانه ارائه شده است.
یکی از تأثیرگذارترین آثار هنری مرتبط با شطرنج، کتابی نوشتهٔ مارکو جیرولامو ویدا (۱۵۲۷) است که بر بازی آپولو و مرکوری در کوه المپوس متمرکز است. گفته می‌شود که این شعر به دلیل هنر بالایش، تأثیر زیادی بر هر کسی که آن را می‌خواند، از جمله دسیدریوس اراسموس، می‌گذاشت. همچنین به‌طور مستقیم حداقل دو اثر دیگر با اقتباس از آن نوشته شدند. اولی شعر شطرنج اثر جان کوچانوفسکی (حدود ۱۵۶۵) است که بازی را به عنوان نبرد بین دو ارتش توصیف می‌کند، اثر دوم هم کایسا از ویلیام جونز (۱۷۷۲) است. شعر دوم باعث شد درایاد و کائیسا، از اساطیر نیمه باستانی یونان، به عنوان «الهه شطرنج» معروف شود.

### قرن ۱۹ به بعد

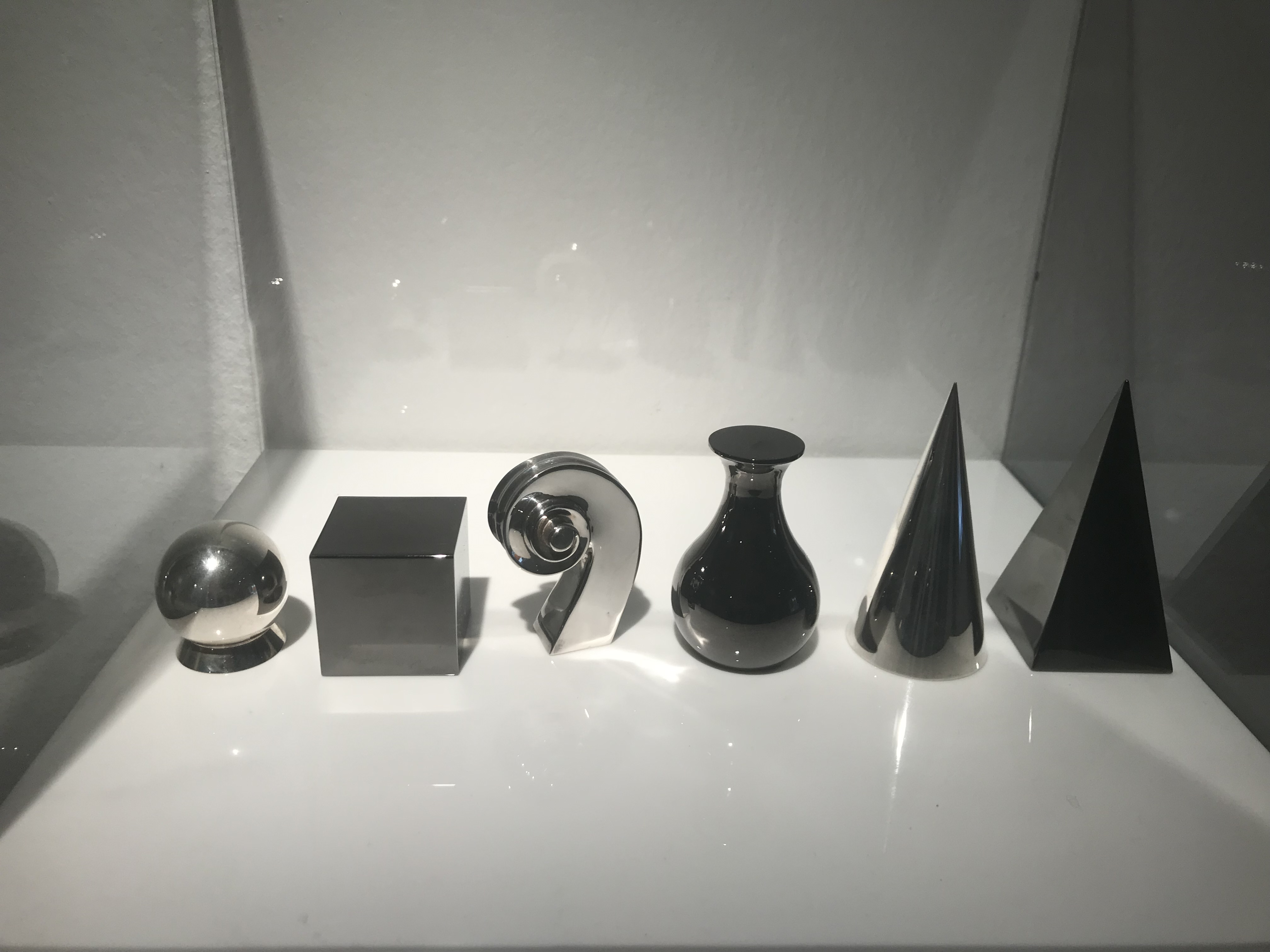
ست شطرنج اثر من ری

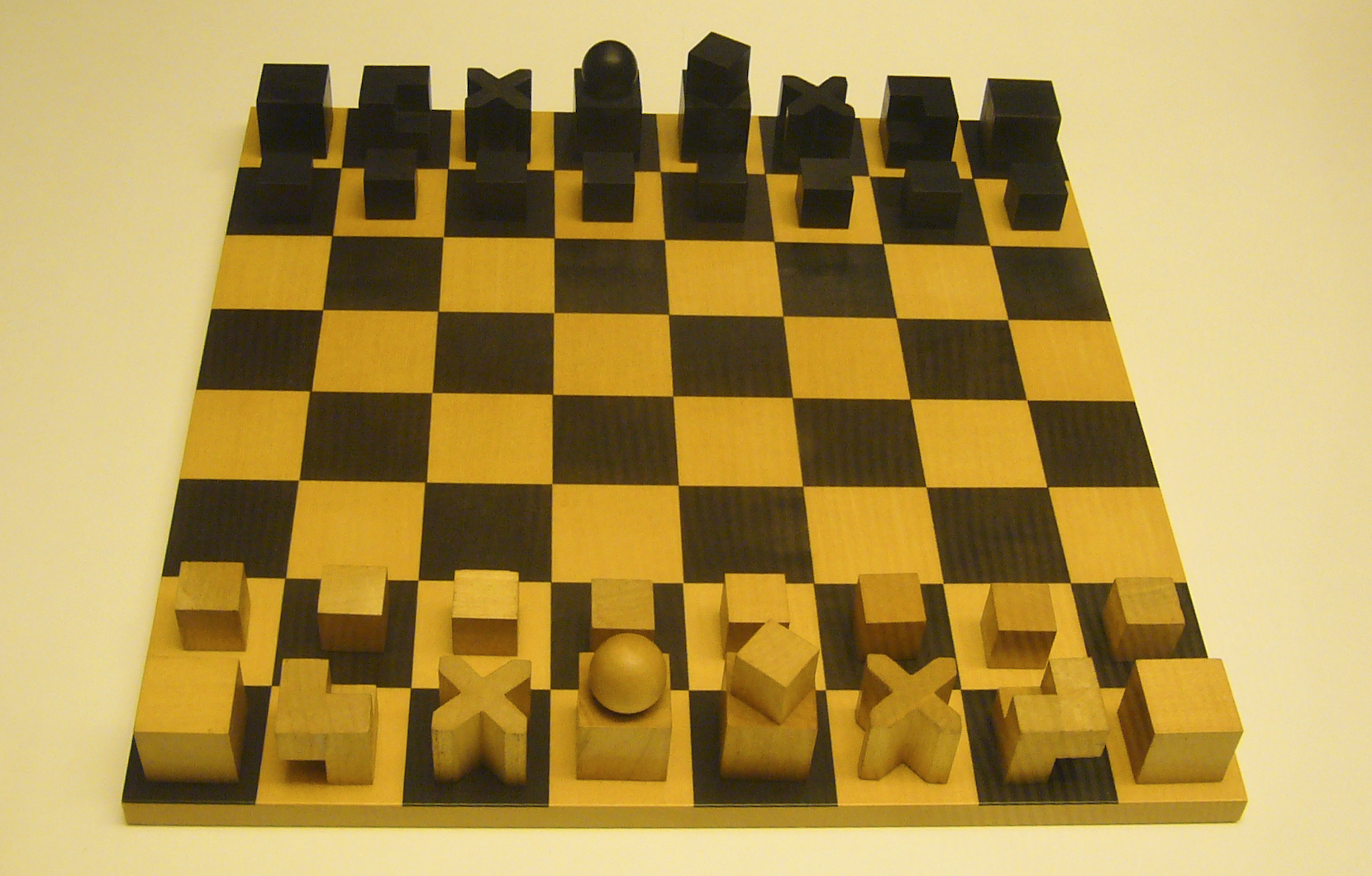
مجموعه شطرنج باوهاوس اثر یوزف هارتویگ

هنرمندان از قرن نوزدهم رمان‌ها و از قرن بیستم فیلم‌های مرتبط با شطرنج را خلق می‌کنند. گاهی اوقات، آنها از بازی‌های معروف الهام گرفته‌اند، مانند میادین شهر اثر جان برونر، که از مسابقه معروف میان ویلهلم اشتاینیتس و میخائیل چیگورین الهام گرفته. داستان کوتاه بازی جاودانه اثر پول اندرسون نیز با الهام از بازی به همین لقب در ۱۸۵۱ میان آدولف اندرسن و لیونل کیزریتزکی نوشته شد و بعدها در فیلم بلید رانر نیز ظاهر شد. یا سزاچیتسا (به لهستانی: The Chess Player) که داستانی با محوریت بازی بین ناپلئون بناپارت و ترک مکانیکی است. بازی فرانک پول در مقابل هال ۹۰۰۰ هم در فیلم ۲۰۰۱: ادیسهٔ فضایی نیز مورد اقتباس قرار گرفت.
هنرمندان دیگر از زندگی بازیکنان شطرنج الهام گرفته‌اند. ولادیمیر ناباکوف پس از اطلاع از سرگذشت کرت فون باردلبن، دفاع را نوشت در حالی که شطرنج موزیکال بر اساس زندگی بابی فیشر ساخته شد. برخی از نویسندگان انواع جدیدی از شطرنج را در آثار خود ابداع کردند، مانند شطرنج مخفی در سری دیسک ورلد اثر تری پرچت و شطرنج سه بعدی در مجموعه پیشتازان فضا.
ارتباط دیگر بین هنر و شطرنج زندگی مارسل دوشان است که تقریباً به‌طور کامل فعالیت هنری خود را به حالت تعلیق درآورد تا در سال ۱۹۲۳ بر شطرنج تمرکز کند. سالوادور دالی و من ری نیز شطرنج‌باز بودند و هر دو سِت شطرنج مختص خود را طراحی کردند. این سه هنرمند با هم شطرنج بازی می‌کردند و یکی از ست‌های شطرنج طراحی شده توسط دالی به نام اِچِس، ادای احترام به مارسل دوشان است. نقاشی دوشان در سال ۱۹۱۰ ، بازی شطرنج، برادرانش ریموند دوشان ویلون و ژاک ویلون را در حال بازی شطرنج در باغ کارگاه ویلون به تصویر می‌کشد. یکی دیگر از نقاشی‌های دوشان، سال بعد دوباره برادرانش را روی میز شطرنج به تصویر می‌کشد. دوشان کتابی با تم شطرنج نیز نوشت که در سال ۱۹۳۲ منتشر شد من ری و دوشان در فیلم آنتراکت اثر رنه کلر در حال بازی شطرنج دیده می‌شوند. کتابی با عنوان مارسل دوشان: هنر شطرنج در سال ۲۰۰۹ منتشر شد.
پابلو پیکاسو و خوان گریس نیز شطرنج باز بودند و هر دو در آثار خود به این بازی اشاره داشتند.
طراحی ست شطرنج پروفسور باوهاوس، جوزف هارتویگ در اوایل دهه ۱۹۲۰ از شکل هر مهره برای نشان دادن حرکت مجاز آن استفاده می‌کند.
هنرمندانی دیگر مانند یایویی کوساما، باربارا کروگر، دیمین هرست،  گاوین تورک، جک و دینوس چپمن، تیم نوبل، سو وبستر، راشل وایترید، پل مک‌کارتی،  تام فریدمن، و تریسی امین نیز ست‌های شطرنج طراحی کرده یا آثاری ساخته‌اند که به بازی اشاره دارد.

## نگارخانه

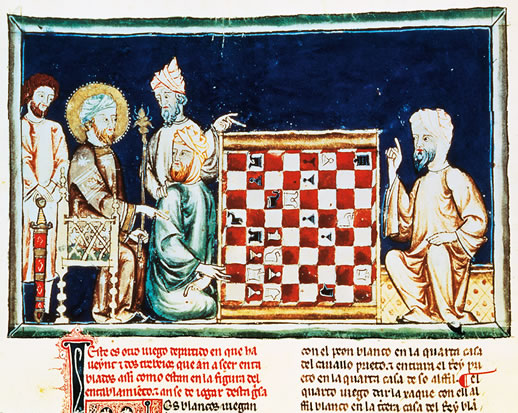
مورهای اهل اندلس در حال حاضر بازی شطرنج، کتاب بازی‌ها اثر شاه آلفونسو دهم، ۱۲۸۳
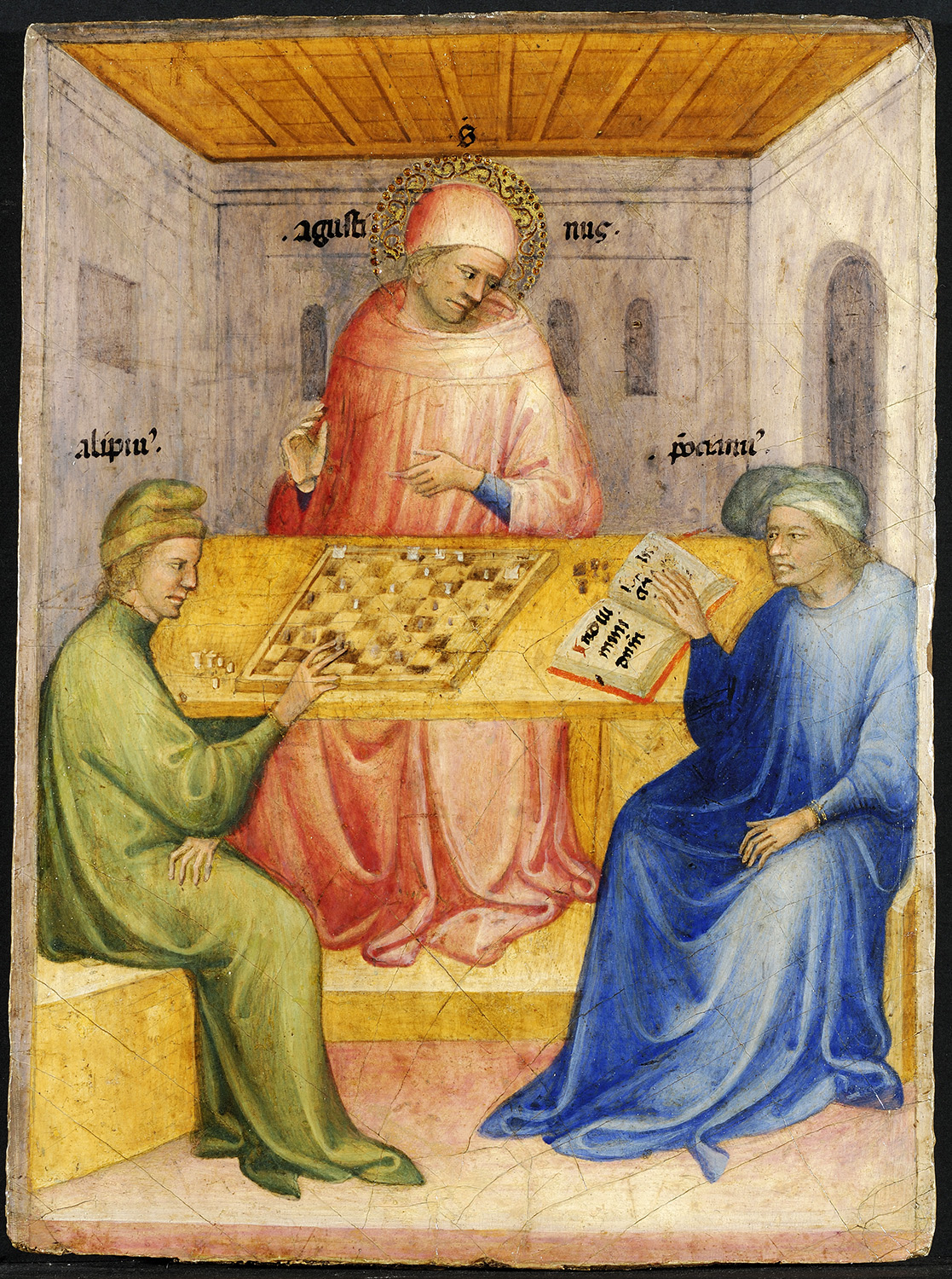
نیکولو دی پیترو، ۱۵-۱۴۱۳،بدل سنت آگوستین،موزه هنرهای زیبا، لیون
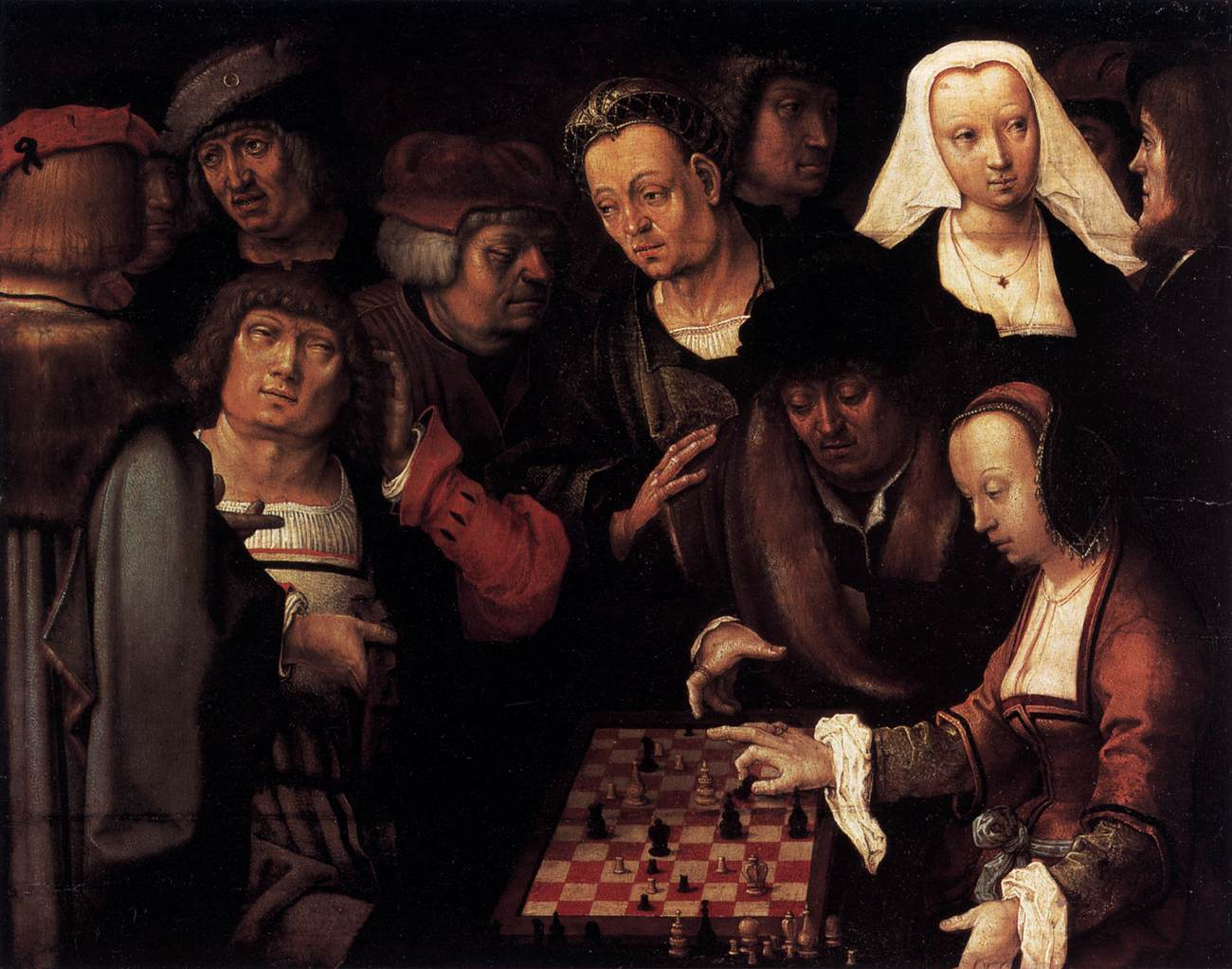
لوکاس فان لیدن، ح. ۱۵۰۸، بازی شطرنج، روغن روی بلوط، 27 x 35 سانتی متر،گمالده‌گالری، برلین
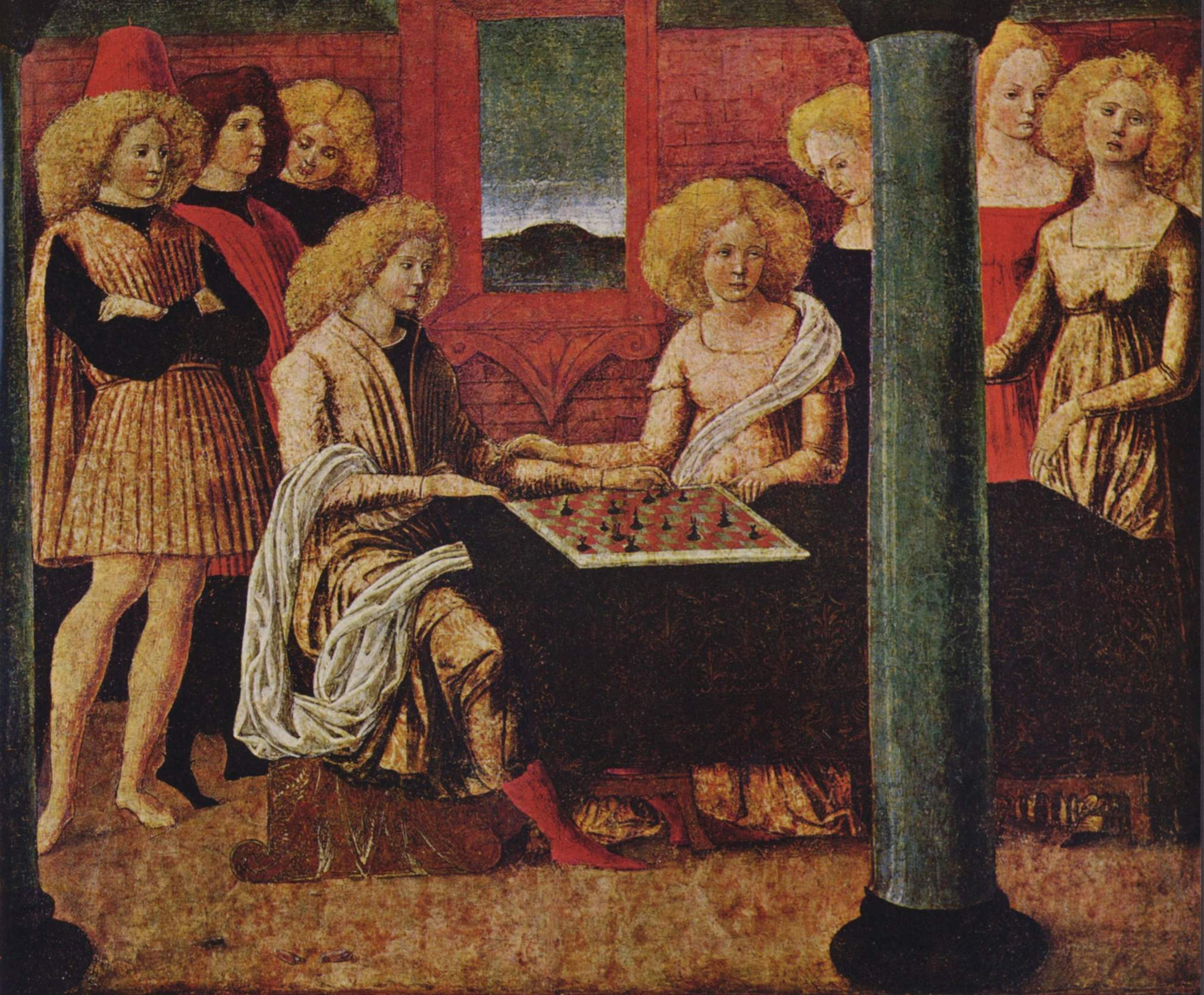
لیبرال دا ورونا، شطرنج بازان، ح. ۱۴۷۵ (موزه هنر متروپولیتن)
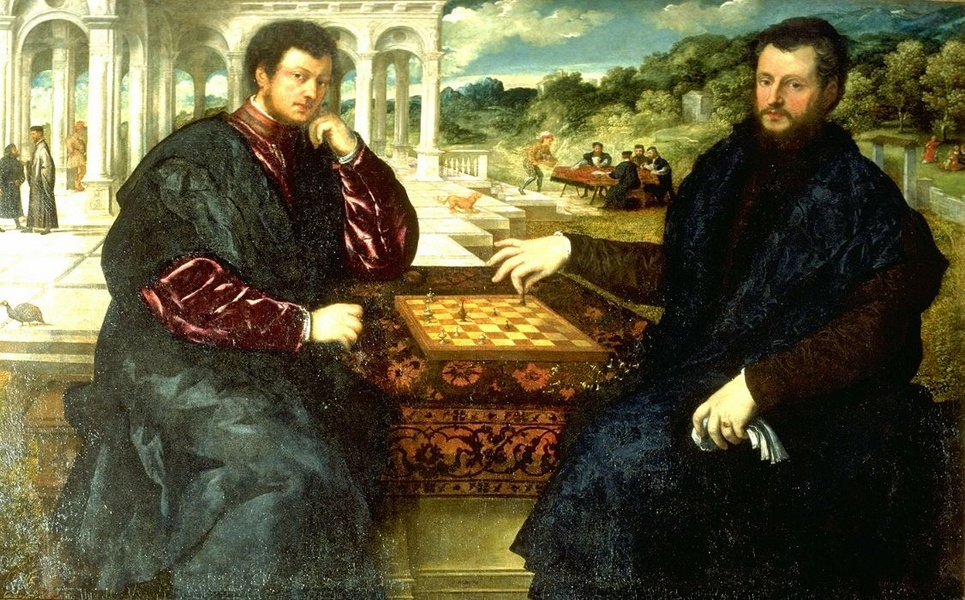
پریس بوردونه، ح. ۱۵۴۵، شطرنج بازان، روغن روی بوم، مینلند
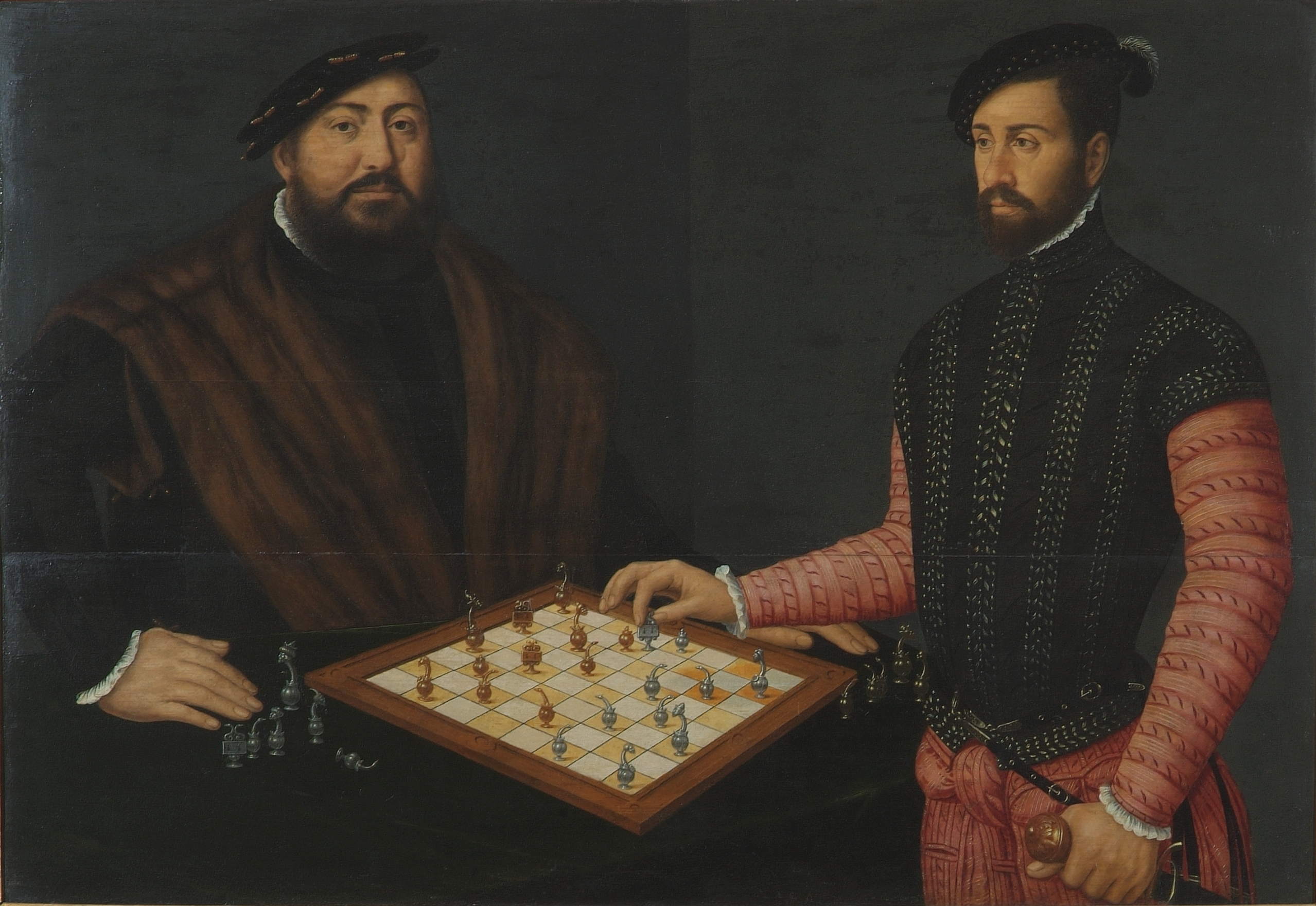
آنتونیس مور، ۱۵۴۹،فون زاکسندر در برابر یک اسپانیایی
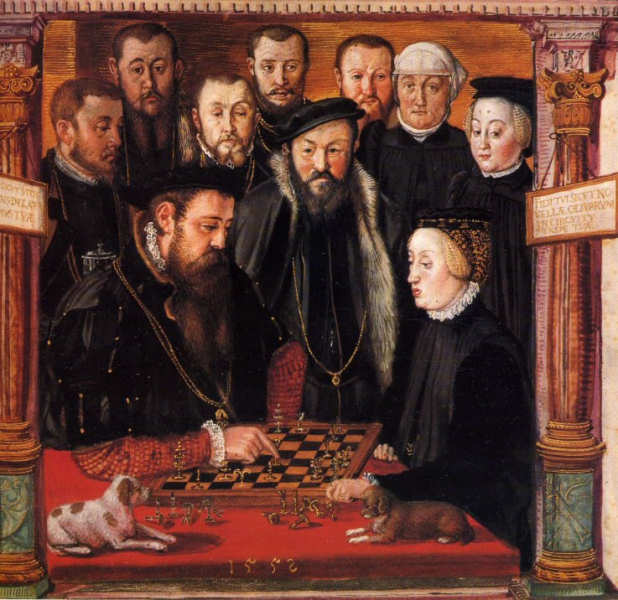
هانس مولیخ، ۱۵۵۲، دوک آلبرشت پنجم باواریا و همسرش آنا از اتریش در حال بازی شطرنج.
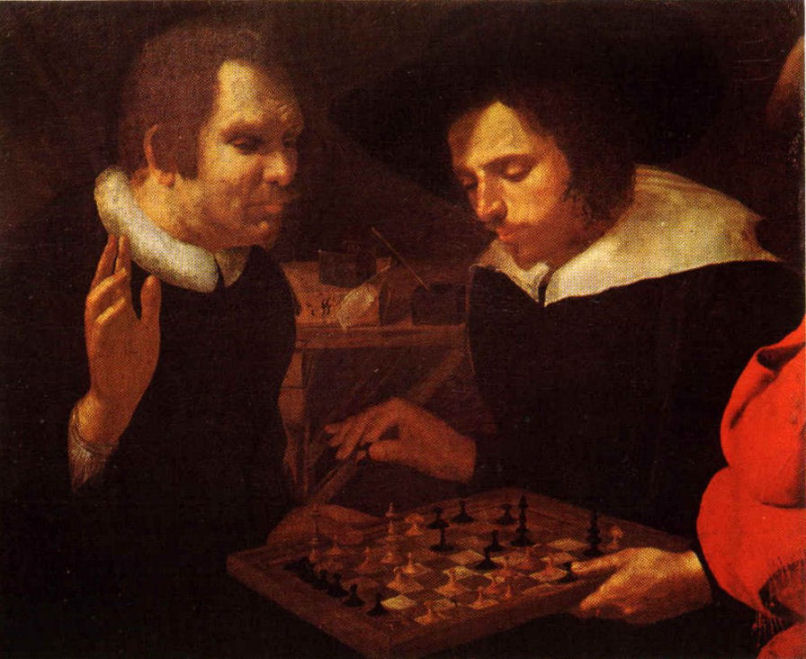
(منسوب به) کارل فن ماندر، ۱۶۰۰
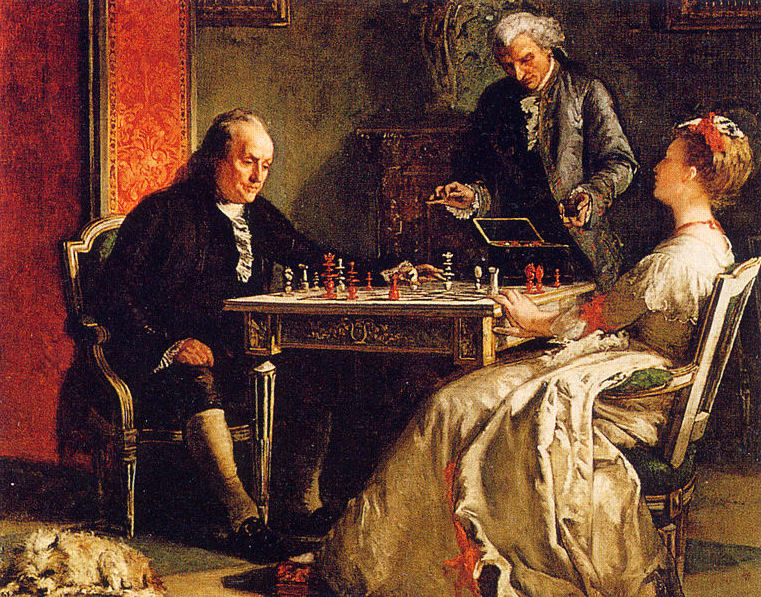
ادوارد هریسون می، ۱۸۶۷،لیدی هاو و بنجامین فرانکلین
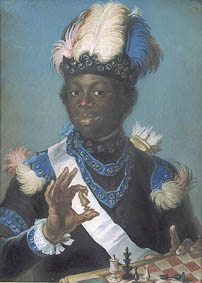
گوستاف لوندبرگ، ۱۷۷۵،پرترهگوستاو بادین، پاستل، 74 x 57 سانتی متر،موزه ملی، سوئد
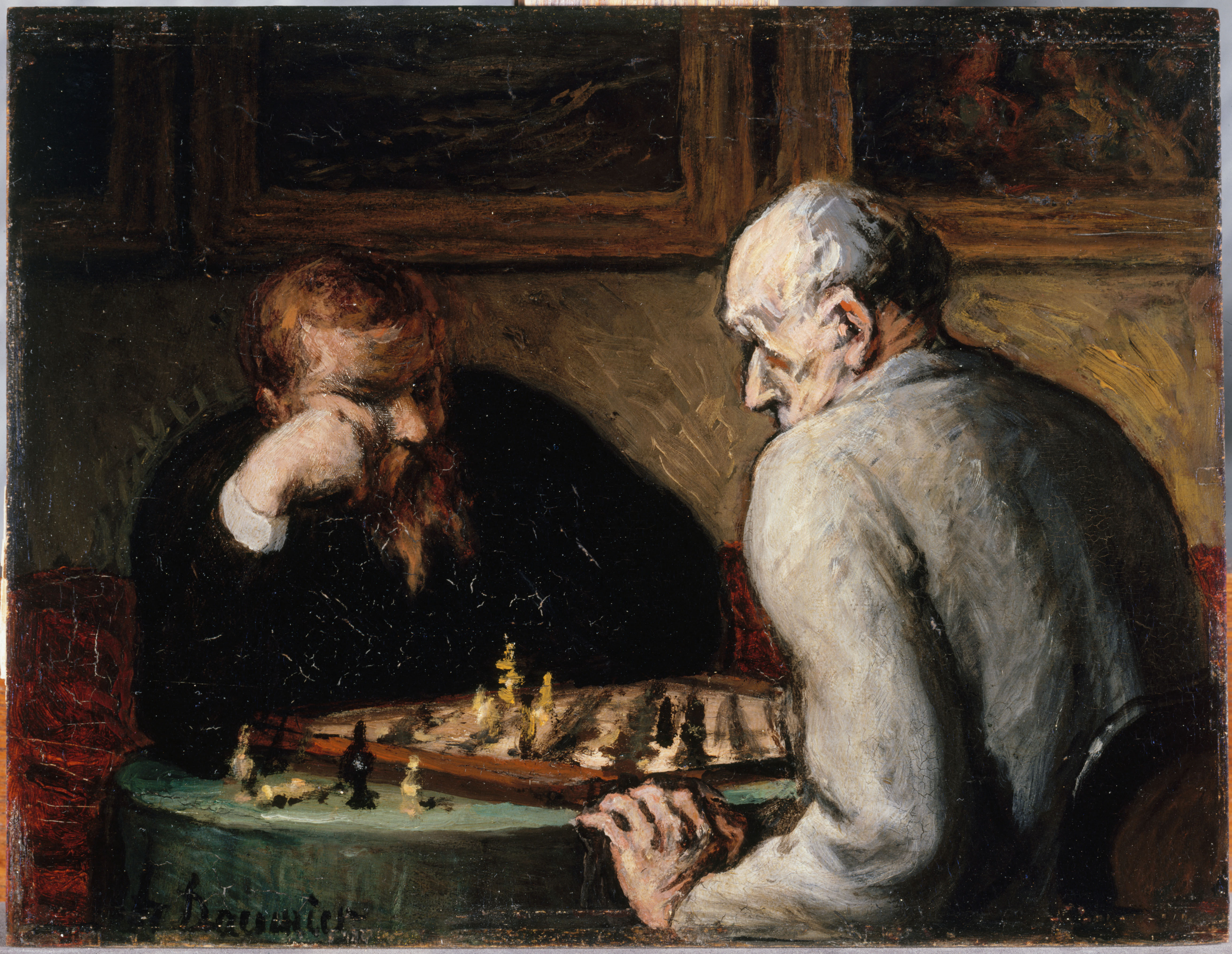
اونوره دومیه، ۱۸۶۳،شطرنج بازان
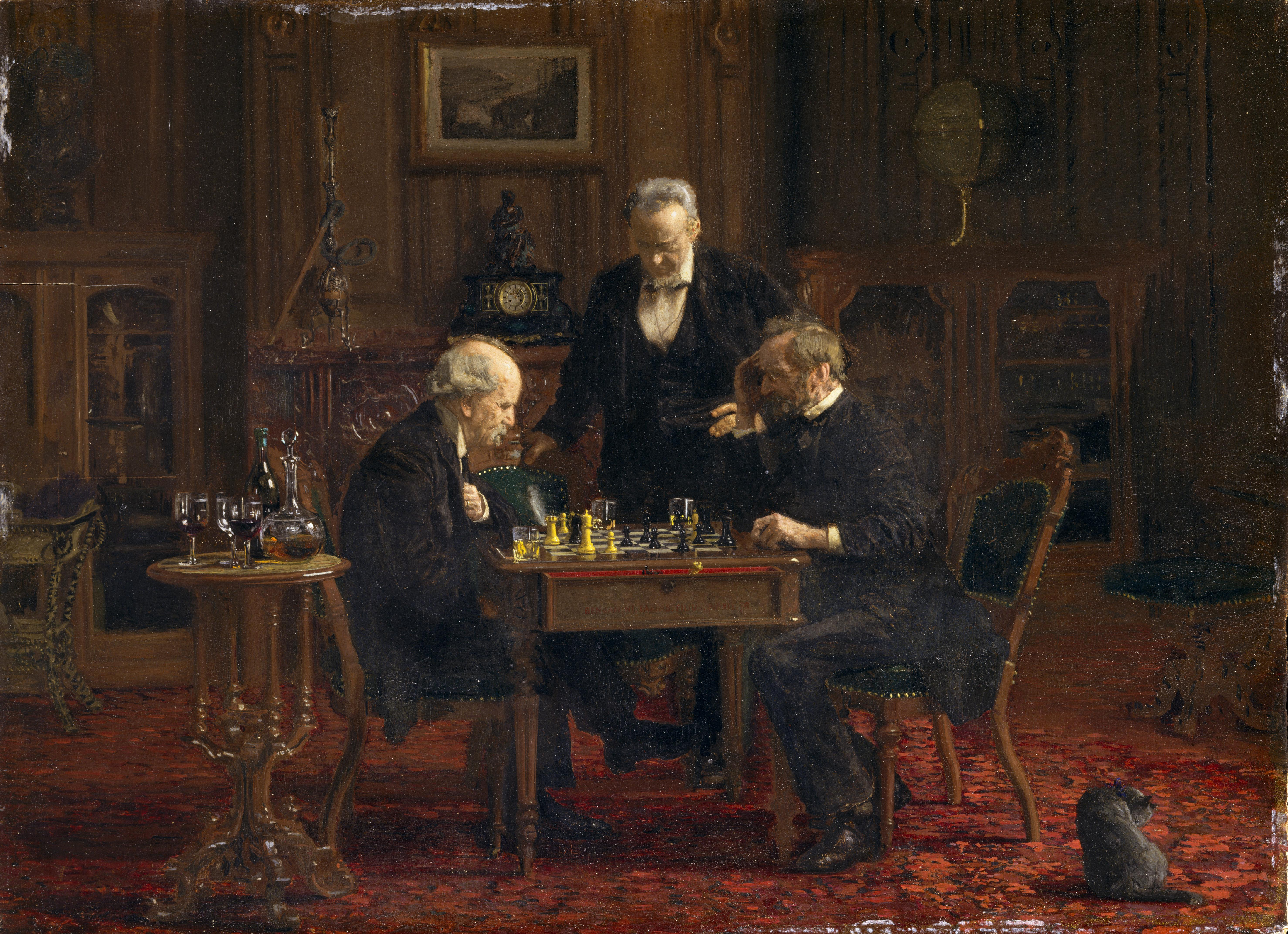
توماس ایکینز، ۱۸۷۶،شطرنج بازان
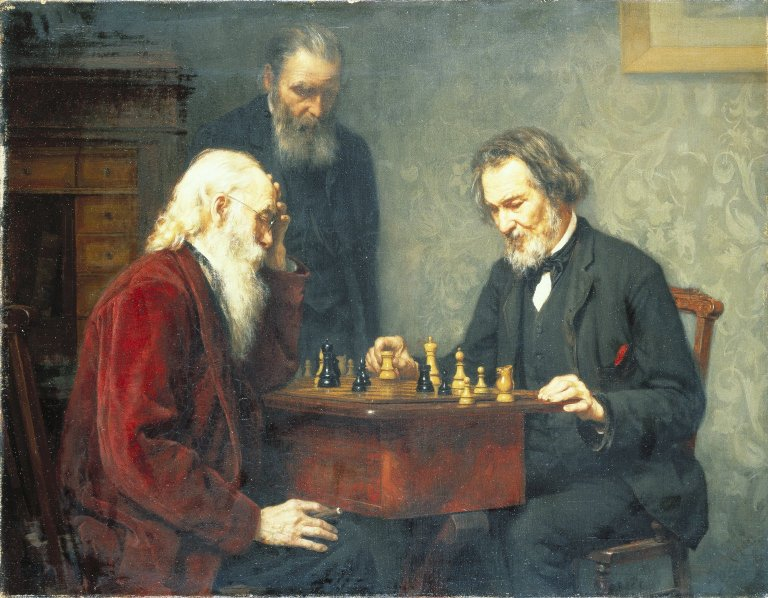
ریچارد کرایفلدز، ح. ۱۸۸۶،کهنه سربازان، موزه بروکلین
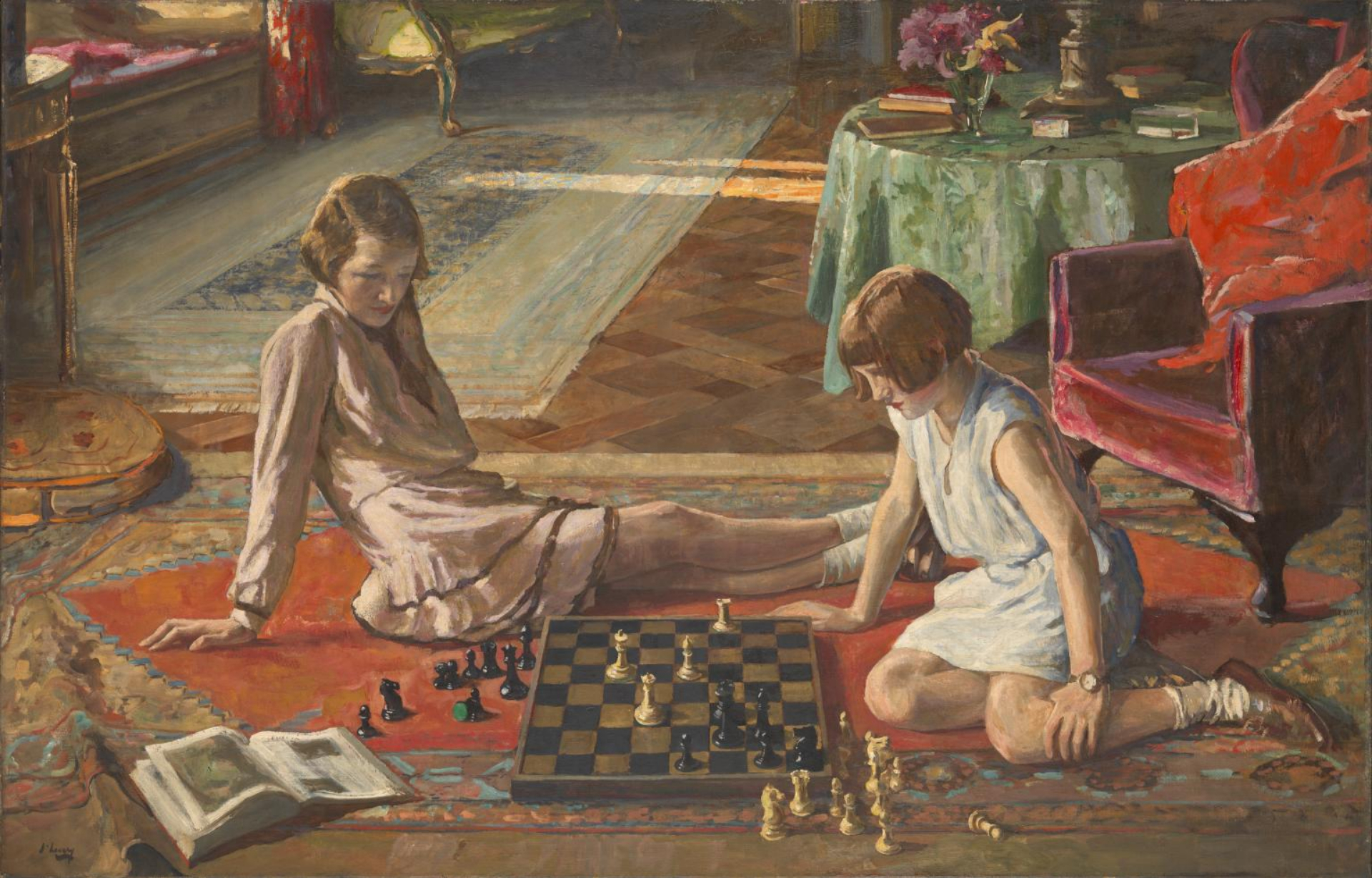
جان لاوری، ۱۹۲۹،شطرنج بازان